# Kościół św. Jana Chrzciciela w Bochum-Wiemelhausen
Kościół św. Jana Chrzciciela (niem. St.-Johannes-Kirche) – parafialny kościół rzymskokatolicki w niemieckim mieście Bochum, w dzielnicy Wiemelhausen.

## Historia
Pierwszą budowlę ukończono w 1868 roku, był to ceglany budynek, w którym znajdowała się plebania, kaplica i szkoła. Kaplica była filią parafii śś. Apostołów Piotra i Pawła z dzielnicy Innenstadt. Otwarcie kopalni Prinz Regent w 1869 roku spowodowało sprowadzenie się wielu katolików w okolice obiektu, co doprowadziło do przepełnienia szkoły. Częściowo zmieniono układ pomieszczeń w celu przyjęcia większej ilości uczniów, w tym celu lekcje organizowano również w mieszkaniach nauczycieli. Około 1876 roku wzniesiono nową plebanię, a wcześniejszy budynek w całości wykorzystywano do celów oświatowych. 
Jesienią 1883 roku ksiądz wikariusz Johannes Schöttler zainicjował budowę kościoła. 11 maja 1886 roku wmurowano kamień węgielny. Na architekta świątyni wybrano Hermanna Wielersa. 19 czerwca 1887 ukończono budowę, a 15 września tego roku odbyła się konsekracja. 1 października 1888 wydzielono parafię św. Jana Chrzciciela, na zakup brakującego wyposażenia i pokrycie długów związanych z budową nowo powstałej parafii przekazano 20 000 marek. 24 października 1907 konsekrowano kaplicę filialną pw. św. Jana Ewangelisty. W 1930 roku do kościoła parafialnego dobudowano 30-metrową wieżę, a sam kościół znacznie powiększono. Konsekracja po remoncie odbyła się w Niedzielę Palmową w 1931 roku. Podczas II wojny światowej na płaskim dachu wieży wzniesiono niewielki punkt obserwacyjny w celu namierzania samolotów. Budynek przetrwał naloty wojenne wraz z sąsiednią plebanią – jedyną szkodą były wybite szyby w oknach. W 1964 z terytorium parafii wydzielono parafię św. Alberta Wielkiego. 
6 września 1969 jest symboliczną datą rozpoczęcia remontu kościoła, gdyż w tym dniu odbyło się pierwsze nabożeństwo w domu młodzieżowym, a nie w świątyni parafialnej. 18 grudnia 1971 biskup Essen Franz Hengsbach poświęcił nowy ołtarz główny i odprawił pierwsze nabożeństwo po remoncie. W styczniu 1972 przebudowano organy. 8 grudnia 1975 w kościele umieszczono i poświęcono XVII-wieczną figurę Madonny. 26 listopada parafia znowu uległa zmniejszeniu, gdyż wydzielono parafię św. Marcina. W maju, czerwcu i lipcu 1981 wyremontowano dach kościoła i przemalowano wnętrze. 30 sierpnia 1981 do kościoła nabyto barokową figurę św. Jana Chrzciciela.

## Architektura i wyposażenie
Świątynia neogotycko-modernistyczna, trójnawowa. Żebra na sklepieniu są pomalowane na szaro i czerwono. 30-metrową wieżę zwieńcza hełm z krzyżem, do którego przymocowana jest rzeźba przedstawiająca piejącego koguta. Nad ołtarzem wisi brązowy krzyż tarczowy, wykonany w 1972 roku przez Manfreda Espetera z Münsteru. Krzyż zdobią cztery górskie kryształy. Do górnej belki krzyża przymocowana jest niewielka gołębica. Chrystus nie posiada korony cierniowej, lecz aureolę. Nie jest też do krzyża przybity, lecz stoi wyprostowany. Droga krzyżowa jest wykonana z mozaiki. Jej projekt opracował Albert Sögtrop z Krefeld, który wykonał również witraże w kaplicy św. Jana Ewangelisty.

### Dzwony
Na wieży kościoła zawieszone są 4 dzwony odlane w 1901 roku. Te początkowo wisiały na drewnianej dzwonnicy w ogrodzie parafii, w 1931 roku przewieszono je do nowo wybudowanej wieży.
| Waga (kg) | Ton   | Średnica (m) | Ludwisarnia     |
| --------- | ----- | ------------ | --------------- |
| 850       | fis'  | 1,26         | Bochumer Verein |
| 1200      | dis'  | 1,43         | Bochumer Verein |
| 1600      | cis'  | 1,57         | Bochumer Verein |
| 2600      | h0/b0 | 1,88         | Bochumer Verein |